# Turó de Montcortal
El Turó de Montcortal és una muntanya de 652 metres que es troba al municipi d'Arbúcies, a la comarca de la Selva.